# Edmond Brion
 (février 2016).
Edmond Brion (1885 - 1973) est un architecte français, né à Soissons.

## Biographie
Après des études à l’École des beaux-arts de Paris dans l'atelier Paulin, il s'installe à Casablanca après la Première Guerre mondiale et s'associe à Auguste Cadet jusqu'au milieu des années 1930. Engagé à ses côtés dans la réalisation de la Nouvelle Médina, alias ville des Habous, il construit l'immeuble Tasso (1931) et celui de la Société commerciale des grains. 
Ses deux édifices majeurs sont l'immeuble à cour Bendahan (1935), qui borde la place du 16-Novembre alors dénommée « place Edmond-Doutté », et la Banque d'État du Maroc (1937), grande halle de marbre et de métal Art déco aux ferronneries et aux zelliges exceptionnels. Il est également l'auteur de la Cité indigène de la Compagnie sucrière marocaine (1939) et du quartier réservé Bousbir II.
Il crée en 1930 le groupe marocain de la Sadg.
Il cède son agence en 1961 à Jean Sachs.

## Principales réalisations
- de 1919 à 1935 participe avec Auguste Cadet,
  - à la réalisation du  ville des Habous, à Casablanca
  - à la réalisation des agences de la Banque d'État du Maroc de Marrakech, de Rabat, d'El Jadida, d'Oujda
- en 1929 Quartier Réservé Bousbir II
- en 1932 Cité ouvrière Lafarge, rue du Lieutenant
- en 1935 C1té ouvrière de la Cosuma, bd du Commandant Runser
- en 1935 Im. Bendahan, rue du Capitaine Marechal et pl. Edmond Doutté
- en 1936 Immeuble Faure, rues Poeymirau et Marguerite et bd de Marseille
- en 1936 Villa  Ceccoli, rue du Général Humbert
- en 1936 Villa Sala, rue de Constantinople
- en 1937 Banque d'État du Maroc, Casablanca
- en 1937 Dispensaire de Bousbir II, derb Sidna
- en 1940 Cité de la Socica, rue du Lieutenant Campi, Roches-Noires
- en 1942 Cité ouvrière de la  Société des Chaux et Ciments, Roches-Noires
- Projet d'hôtel de tourisme, av. de la République
- en 1945 Mosquée. Ain Chock
- en 1946 Chocolaterie Aiguebelle, rue de Pauillac
- en 1947 Crédit lyonnais, bd de la Gare et me Berthelot
- en 1950 Cité des Anciens combattants marocains, Aïn Chock
- en 1951 Banque d'État du Maroc de tanger
- en 1952 Villa du Dr. Rollier, rue Azéma
- en 1952 Cité ouvrière de la Société chérifienne d'engrais, rte des Zénatas
- en 1954 Mahkama  du Cadi, nouvelle médina
- en 1954 Immeuble pour le pers. européen des Chaux et Ciments, rue Michel de L'Hôpital
- en 1961 banque d'État du Maroc, Safi